# Costeștii din Vale
Costeștii din Vale est une commune du județ de Dâmbovița en Roumanie.